# Pál Benkő
Pál Charles Benkő (Amiens, 15 luglio 1928 – Budapest, 26 agosto 2019) è stato uno scacchista e compositore di scacchi ungherese naturalizzato statunitense.
Nasce in Francia da una famiglia ungherese, ma cresce in Ungheria. Impara a giocare a scacchi a 12 anni dal padre e a 17 anni inizia a gareggiare nei tornei, conquistando il titolo di Maestro. Nel 1948 vince all'età di 20 anni a Budapest il campionato ungherese e nel 1950 diventa Maestro Internazionale.

## Il peso della storia
Nel 1941 l'Ungheria entra in guerra a fianco della Germania e dell'Italia e Benkő conosce gli orrori della guerra e la fame. Alla fine della guerra il regime filo-nazista viene rovesciato ed il paese è invaso dall'Armata Rossa.
Benkő nel 1951 è imprigionato per un anno e mezzo a causa di un suo tentativo di fuggire all'estero tentando di rifugiarsi nell'ambasciata americana di Berlino. Fortuna vuole che alla morte di Stalin, nel 1953, ci sia un'amnistia generale ed egli torni libero.
Il 23 ottobre 1956 inizia la rivoluzione ungherese. Il 1º novembre l'Ungheria esce dal Patto di Varsavia e tre giorni dopo i sovietici invadono il paese: i moti vengono repressi con oltre 3 000 vittime. Benkő, che aveva simpatizzato per i rivoluzionari, prende la sua decisione e nel 1957 mentre è a Reykjavík, in Islanda, al seguito della squadra ungherese che partecipa al Campionato del mondo a squadre per studenti, defeziona e l'anno successivo emigra negli Stati Uniti, chiedendo asilo politico e acquisendo la cittadinanza americana.
Solo i rivolgimenti politici del 1989 (nascita della Repubblica di Ungheria sganciata dall'URSS e la caduta del Muro di Berlino) gli permettono finalmente di riprendere i contatti con la sua patria e di farvi ritorno.

## Partecipa ai tornei dei candidati

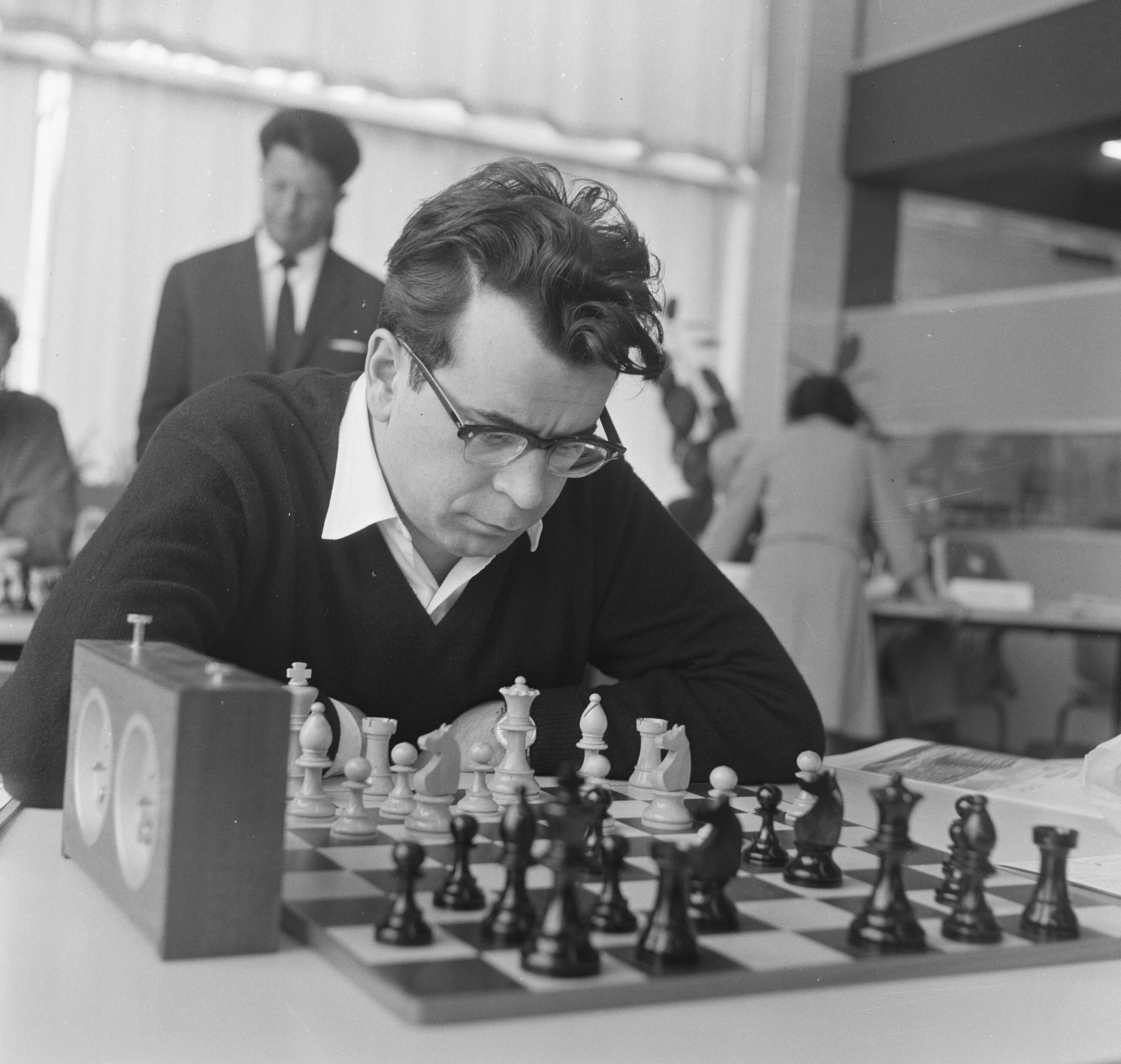
Pal Benko nel 1964.

Nel 1958 partecipa al torneo interzonale di Portorose in Jugoslavia, classificandosi =3º con Tigran Petrosjan e acquisendo così il diritto di partecipare al torneo dei candidati. Il torneo venne vinto da Michail Tal.
In seguito a questo risultato la FIDE gli assegna il titolo di Grande Maestro Internazionale di scacchi.
Nel torneo dei candidati del 1959, svoltosi in Jugoslavia a Bled, Zagabria e Belgrado si classifica però all'ultimo posto (il torneo fu vinto da Michail Tal).
Nel torneo interzonale di Stoccolma del 1962 si classifica 6º su 23 partecipanti, acquisendo il diritto di partecipare al torneo dei candidati. Il torneo fu vinto da Bobby Fischer.
Nel torneo dei candidati di Curaçao (nelle Antille Olandesi) dello stesso anno si classifica 6º su otto partecipanti. Il torneo fu vinto da Petrosian davanti a Geller, Keres e Fischer. Petrosian acquisì il diritto di diventare lo sfidante di Michail Botvinnik per il titolo mondiale.
Nel 1970 si qualifica per l'interzonale di Palma di Majorca, ma rinuncia in favore del connazionale Bobby Fischer, che stravincerà il torneo con 3½ punti di vantaggio su Geller, Hübner e Larsen.
Muore a 91 anni il 26 Agosto 2019.

## Risultati alle olimpiadi
Benkő partecipò a sette olimpiadi degli scacchi, la prima volta nel 1956 con l'Ungheria e le rimanenti sei con gli Stati Uniti. Ottenne il risultato complessivo di +37 –11 =45 (64%).
- Mosca 1956:  10/15 in terza scacchiera. L'Ungheria ottenne il terzo posto dopo l'URSS e la Jugoslavia;
- Varna 1962:  8/12 in seconda scacchiera, medaglia d'argento individuale;
- Tel Aviv 1964:  9,5/14 in seconda scacchiera;
- L'Avana 1966:  8/12 in terza scacchiera. Gli Stati Uniti vinsero l'argento di squadra.
- Lugano 1968:  6/12 in terza scacchiera;
- Siegen 1970:  8,5/12 in quarta scacchiera;
- Skopje 1972:  9,5/16 in terza scacchiera.

## Altri risultati
Nel 1957 realizza un ottimo risultato individuale in prima scacchiera nel Campionato del mondo a squadre per studenti di Reykjavík con 7½/12. La squadra ungherese si classifica quarta.
Pál Benkő vinse per otto volte il campionato di scacchi open degli Stati Uniti: nel 1961, 1964 e 1965, 1966, 1967, 1969, 1974, 1975.
Nel 1964 vinse a Toronto il campionato canadese open.
Nel 1975 vinse a New York il World Open, a cui parteciparono, in varie sezioni, 815 giocatori.

## Il suo insegnamento
Al suo nome sono intitolate legate due aperture scacchistiche:
- il gambetto Benkő:  1.d4 Nf6 2.c4 c5 3.d5 b5   che giocò varie volte dalla metà degli anni sessanta;
- l'apertura Benkő: 1.g3   che introdusse nel torneo dei candidati del 1962 e con la quale riuscì a sconfiggere due grandi campioni come Bobby Fischer e Michail Tal.

È considerato uno specialista dei finali ed è stato un compositore di studi e di problemi di scacchi.
Ha composto circa 80 studi, ottenendo ben 25 primi premi. Nel 1995 la PCCC (un organo della FIDE che si occupa del settore della composizione di studi e problemi) gli ha riconosciuto il titolo di Maestro Internazionale per la composizione.
Ha pubblicato vari libri sui finali ed è stato redattore della rubrica sui finali della rivista Chess Life, edita dalla Federazione americana di scacchi.
Ha scritto un libro sul gambetto Benkő. Nel 1991 ha pubblicato il libro "Winning with Chess Psychology" e nel 2003 ha aggiornato il classico libro sui finali Basic Chess Endings di Reuben Fine.

## Alcune partite notevoli
- Pál Benkő - Mark Tajmanov, Buenos Aires 1960, Inglese A13, 1-0, 40m, su chessgames.com.
- Pál Benkő - Paul Keres, Curaçao 1962, attacco est-indiano A07, 1-0, su chessgames.com.
- László Szabó - Pál Benkő, Camp. ungherese 1951, Siciliana Sozin B88, 0-1, 34m, su chessgames.com.
- Borislav Ivkov - Pál Benkő, Mosca 1956, Nimzoindiana E55, 0-1, 34m, su chessgames.com.
- Pál Benkő - Bobby Fischer, Portoroz izt 1958, Est-indiana Saemisch E80, 1-0, su chessgames.com.
- Pál Benkő - Miguel Najdorf, Los Angeles 1963, Benoni A56, 1-0, 26m, su chessgames.com.
- Milan Vukić - Pál Benkő, Sarajevo 1967, Gambetto Benko A58, 0-1, 39m, su chessgames.com.